# Abraham Bogardus
Abraham Bogardus (29 novembre 1822 - 22 mars 1908) est un daguerréotypiste et photographe américain.
Bogardus est l'auteur de près de 200 000 daguerréotypes.
Il est initié au procédé de Louis Daguerre à New York, par George W. Prosch, qui, en 1839, avait tenté de mettre au point un appareil pour le compte de Samuel Morse, lequel finit par acheter un appareil conçu par Alphonse Giroux via Francis Fauvel Gouraud en 1842.
En 1846, Borgardus ouvre un studio et une galerie sur Broadway, qui connaît un certain succès. En 1868, il est membre fondateur de la National Photographic Association dont il est le président durant cinq ans.
Il prend sa retraite en 1884 et meurt à son domicile le 22 mars 1908 246 Madison Street dans le quartier de Brooklyn à New York,.

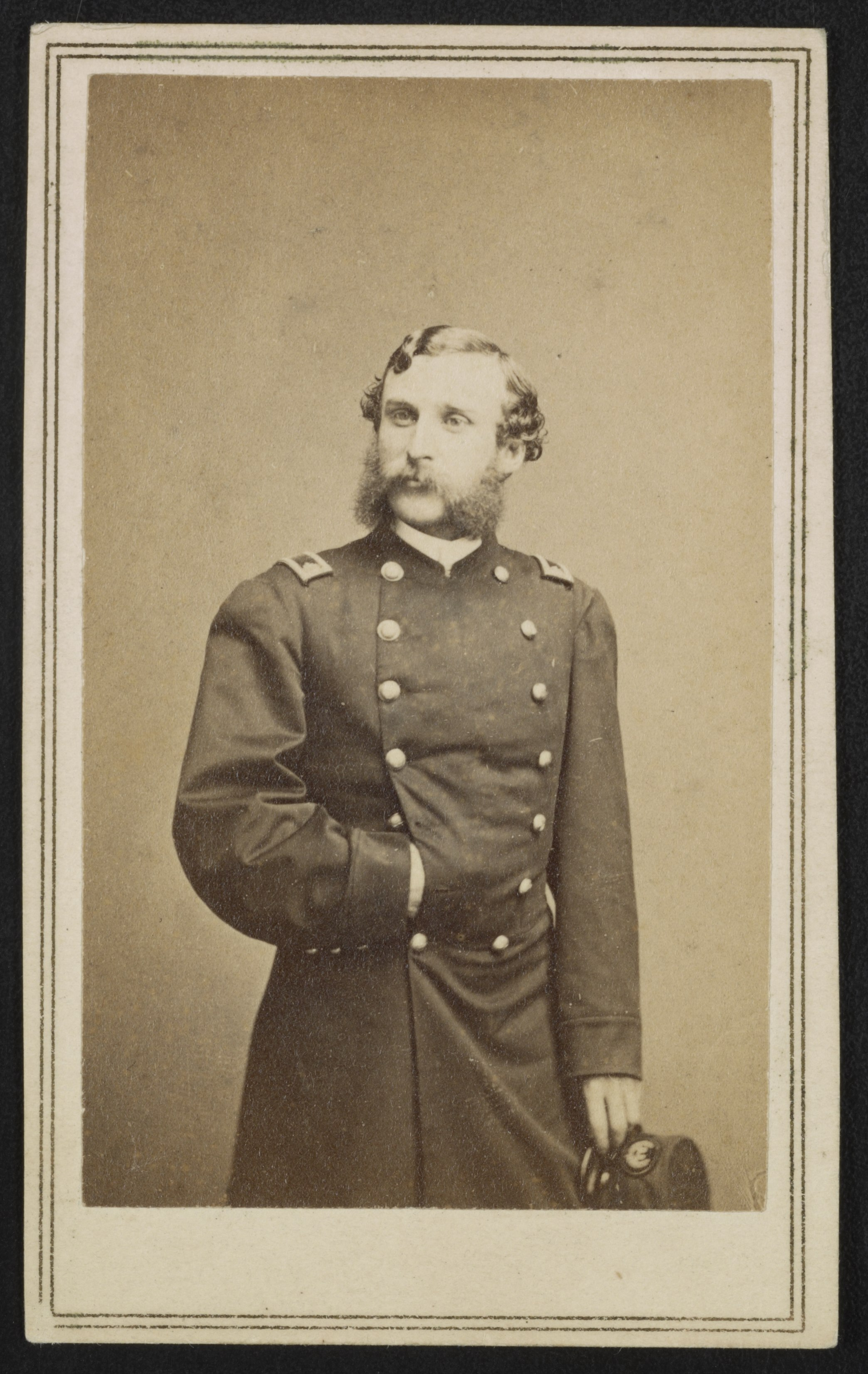
Le major Matthias S. Euen, 1862-1865.
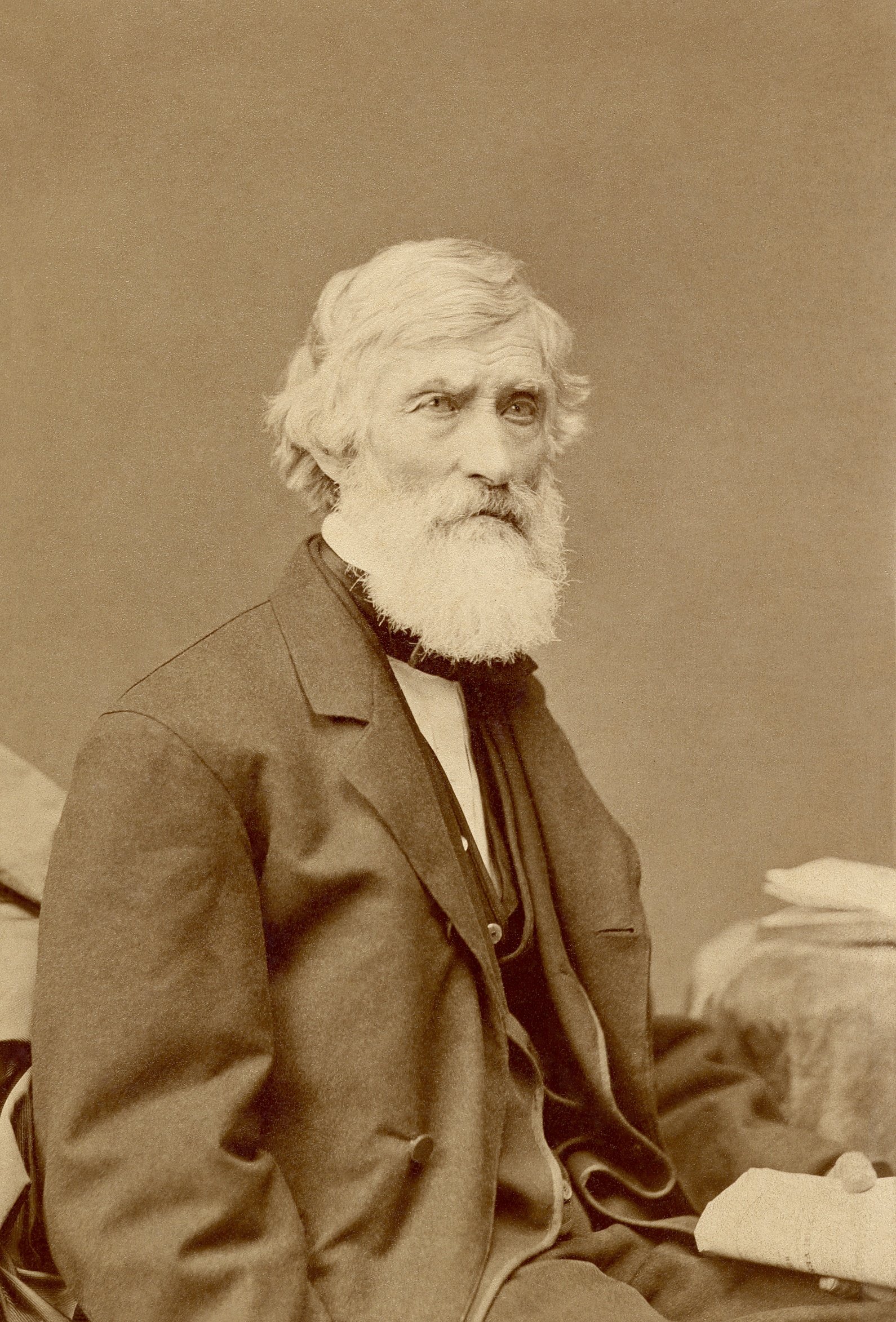
Le peintre et graveur Asher Brown Durand, vers 1869.
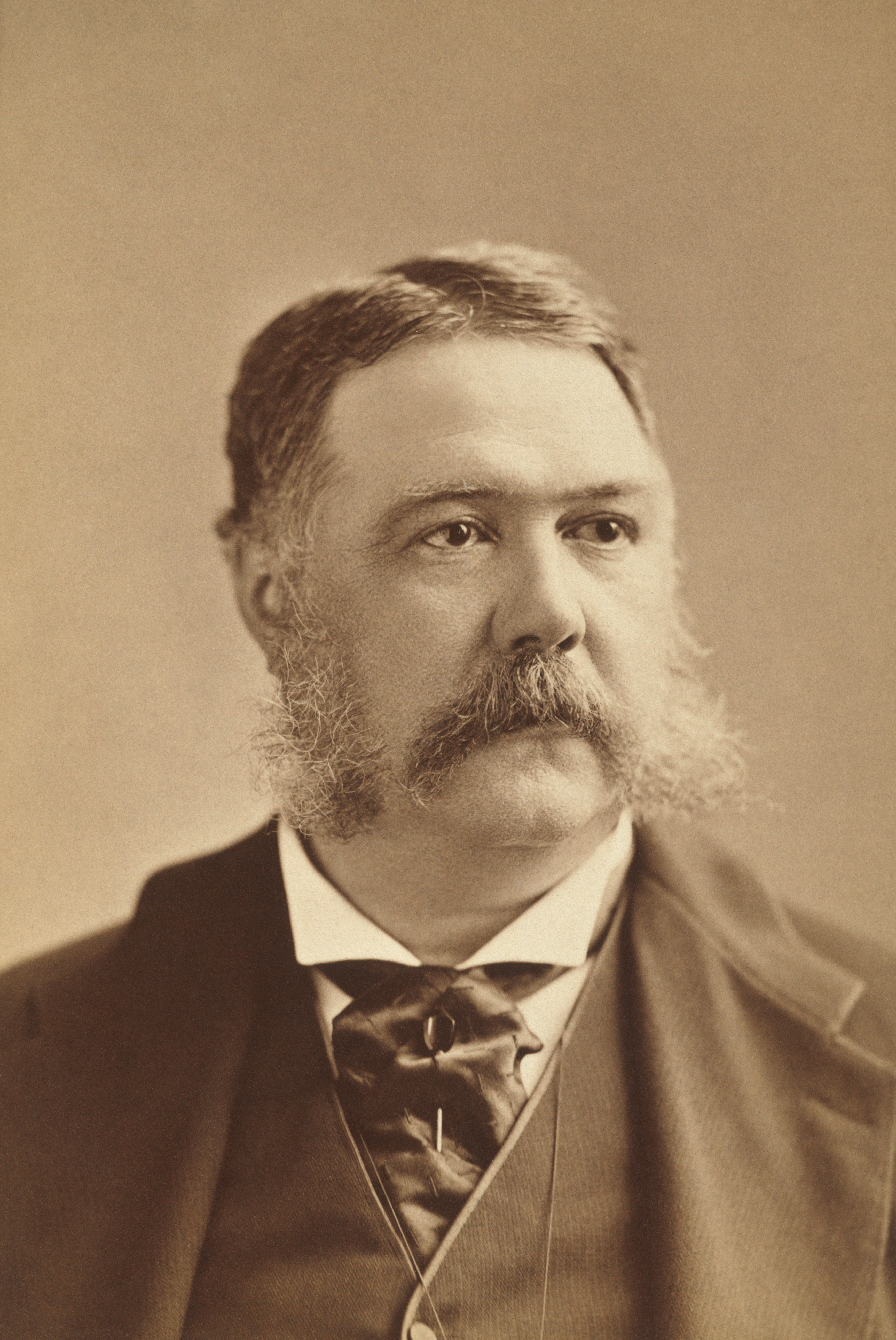
Le président des États-Unis Chester A. Arthur, vers 1880.
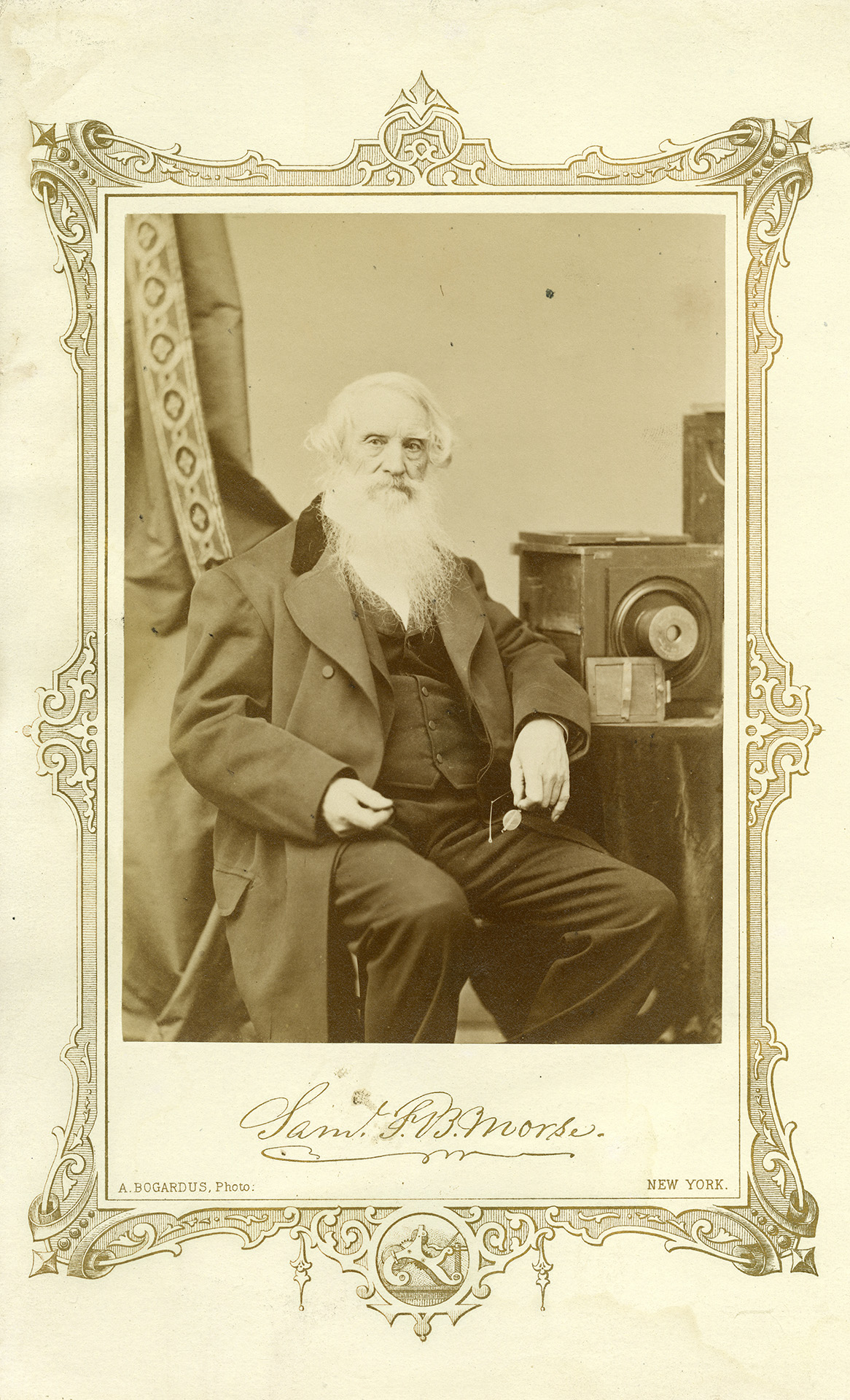
Samuel Morse.
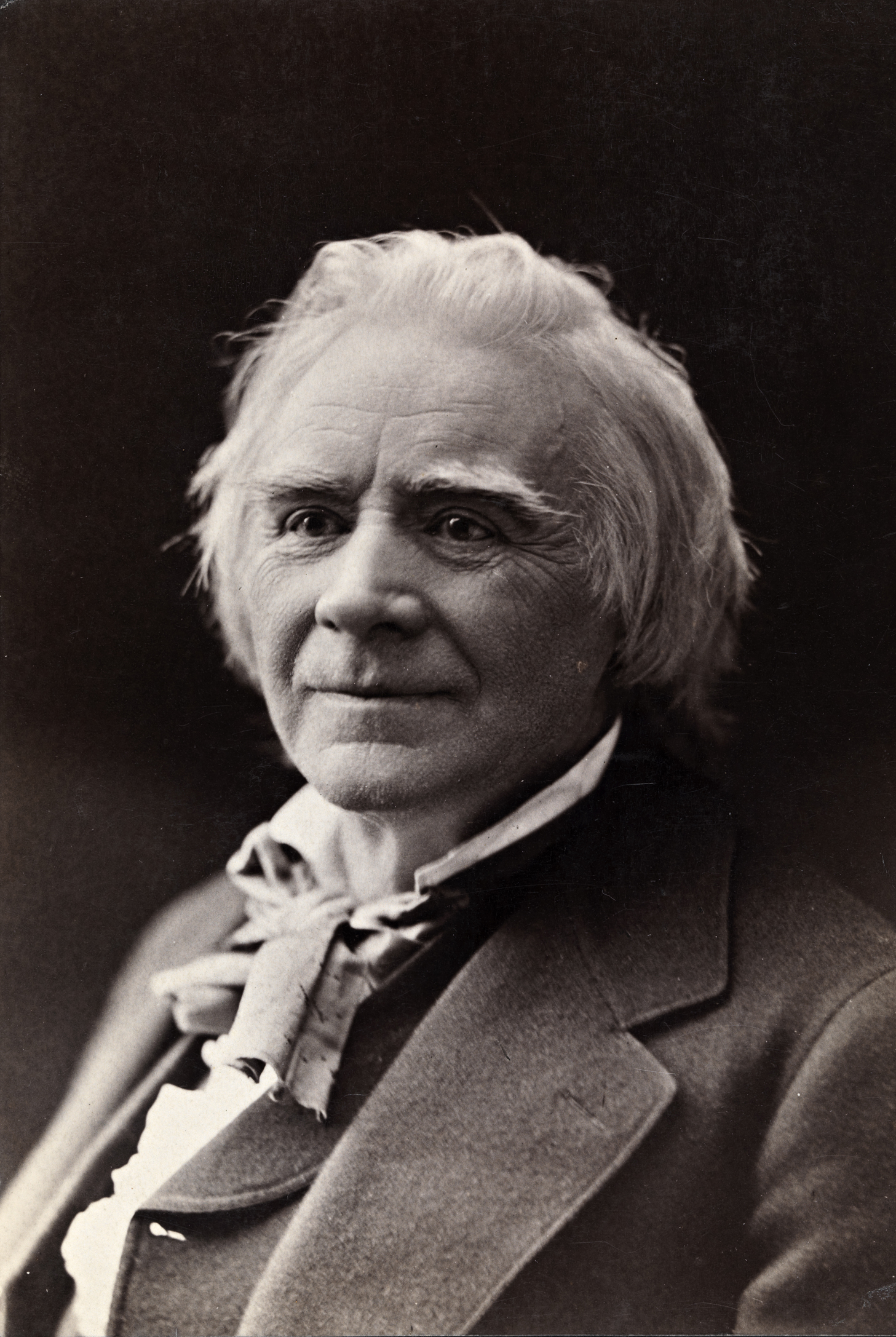
Le violoniste Ole Bull.